# Sandi Papež
Sandi Papež, slovenski kolesar, * 25. februar 1965, Novo mesto.
Papež je za Jugoslavijo nastopil na Poletnih olimpijskih igrah 1988 v Seulu, kjer je osvojil 15. mesto v ekipnem kronometru na 100 km. Leta 1997 je prejel dvoletno prepoved nastopanja zaradi dopinga.

## Dosežki
- 15× državni prvak (2x jugoslovanski in slovenski),
- 1× zmagovalec Dirke po Jugoslaviji,
- balkanski prvak,
- mediteranski prvak v ekipni vožnji[2]